# Adelurola kamtshatica
Adelurola kamtshatica är en stekelart som beskrevs av Sergey A. Belokobylskij 1998. Adelurola kamtshatica ingår i släktet Adelurola och familjen bracksteklar. Inga underarter finns listade i Catalogue of Life.